# Hayesville (Carolina do Norte)
Hayesville é uma cidade  localizada no estado norte-americano de Carolina do Norte, no Condado de Clay.

## Demografia
Segundo o censo norte-americano de 2000, a sua população era de 297 habitantes.
Em 2006, foi estimada uma população de 469, um aumento de 172 (57.9%).

## Geografia
De acordo com o United States Census Bureau tem uma área de
1,2 km², dos quais 1,2 km² cobertos por terra e 0,0 km² cobertos por água. Hayesville localiza-se a aproximadamente 619 m acima do nível do mar.

## Localidades na vizinhança
O diagrama seguinte representa as localidades num raio de 24 km ao redor de Hayesville.